# 키오니 영
키오니 영(Keone Young, 1947년 9월 6일 ~ )은 미국의 배우, 성우이다.
호놀룰루에서 태어났다.

## 출연 작품

### 영화
- Baby Blue Marine (1976)
- 벤자민 일등병 (1980)
- 여배우 프란시스 (1982)
- 오사카 블루스 (1983, Girls of the White Orchid)
- 와일드 라이프 (1984)
- 아들과 애인 (1985, Challenge of a Lifetime)
- 에이리언 네이션 (1988)
- 블랙 레인 (1989)
- 공포의 그림자 (1990)
- 사이공 탈출 (1990, Last Flight Out)
- 상해 1920 (1991, Shanghai 1920)
- 허니문 인 베가스 (1992)
- 지금 남편이 나를 때려요 (1993, Dead Before Dawn)
- 골든 게이트 (1994)
- 마이 걸 2 (1994)
- 브래디 펀치 (1995)
- 스트립티즈 (1996)
- 언더 프레셔 (1997, Bad Day on the Block)
- 플레잉 갓 (1997)
- At Sachem Farm (1998) - 미스터 탕 역
- 고래의 노래 (2000)
- 내 차 봤냐? (2000)
- 닥터 두리틀 2 (2001)
- The Even Stevens Movie (2003)
- 탁구의 길 (2004, The Tao of Pong) - 단편
- 뮬란 2 (2004)
- 리턴 투 할로윈타운 (2006, Return to Halloweentown)
- 아드레날린 24 (2006) - 돈 김 역
  - 아드레날린 24 2 (2009)
- Scooby-Doo! and the Samurai Sword (2009)
- 맨 인 블랙 3 (2012) - Mr. 우 역

### 텔레비전
- 더 폴 가이 (1982)
- 밀림의 사나이 (1982, Bring 'Em Back Alive)
- 미녀 첩보원 (1984, Scarecrow and Mrs. King)
- 데드우드 (2004-06)
- 더 영 앤 더 레스트리스 (2007-10)

### TV 애니메이션
- G.I. Joe: A Real American Hero (1984-86)
- 하이 하이 퍼피 아미유미 (2004-06)
- 아메리칸 드래곤: 제이크 롱 (2005-07)
- 아바타: 아앙의 전설 (2005-08)
- 피니와 퍼브 (2007-09)
- 더 마이티 B! (2008)